# 萨米议会 (瑞典)
萨米议会（瑞典語：Sametinget）是瑞典萨米人的代议机构，负责本国萨米人的文化自治事务。萨米议会成立于1993年1月1日，设在基律纳。现任议会主席是Stefan Mikaelsson，董事局主席是Håkan Jonsson，书记是Anja Taube。